# Gregoria de Jesús
Gregoria de Jesús y Álvarez, née le 9 mai 1875 à Caloocan, morte le 15 mars 1943 à Manille, surnommée Oriang, est une femme politique indépendantiste philippine.
Elle est la fondatrice de la section féminine et la première vice-présidente du Katipunan qui devient la Première République des Philippines.
Elle est aussi la gardienne des documents et du sceau du Katipunan. Femme puis veuve d'Andrés Bonifacio, le chef du Katipunan et président du gouvernement révolutionnaire Katagalugan, elle joue un rôle important dans la révolution philippine, contribuant à sa préparation et à son organisation jusqu'à l'indépendance.

## Biographie

### Jeunesse
Gregoria de Jesús naît le 17 mai 1875 dans la ville de Caloocan, alors dans la province de Manille, dans une famille catholique pieuse.
Son père, Nicolas de Jesús, fils d'officier, est le gouverneur de la ville. Il est vivement partisan de l'indépendance des Philippines vis-à-vis de l'Espagne, et élève sa fille avec ce désir d'indépendance.
Au cours de ses premières études, elle se montre excellente élève et reçoit la médaille d'argent à un examen organisé par le gouverneur général et le curé de la paroisse. Mais lorsqu'elle est étudiante dans l'enseignement secondaire, son père meurt ; elle est alors incitée par ses proches à interrompre ses études et rester à la maison pour s'occuper de sa jeune cadette, gérer la plantation familiale et diriger les employés, ses deux frères aînés étant partis à Manille pour poursuivre leurs études,,.

### Révolution philippine
Gregoria de Jesús a 18 ans lorsque le révolutionnaire indépendantiste Andrés Bonifacio tombe amoureux d'elle et veut l'épouser. Son père désapprouve d'abord le mariage parce qu'Andrés Bonifacio est franc-maçon. Celui-ci continue néanmoins à poursuivre Gregoria de Jesús de ses assiduités, et elle en devient amoureuse six mois plus tard. Elle en parle à son père et lui demande de permettre le mariage, ce qu'il accepte finalement.
Avant de se marier en mars 1893, elle rejoint les Katipunan et adopte le nom de Lakambini (en Tagalog, « femme noble », également « déesse » ou « Muse »). Ils se marient d'abord religieusement à l' église de Binondo, puis une semaine après se marient selon les rites du Katipunan, car les membres de cette société n'approuvaient pas leur mariage dans l'Église catholique, qu'ils considèrent comme une force coloniale oppressive. Le soir même de ce mariage, le chapitre des femmes du Katipunan est formé et elle est nommée la vice-présidente de la société secrète, et dépositaire des documents de cette société, jurant fidélité aux objectifs du groupe,. Lorsque la Guardia Civil inspecte les maisons à l'improviste, Gregoria de Jesús emporte rapidement les documents de la société secrète dans une petite calèche qu'elle conduit en boucle toute la nuit, ne rentrant que quand le danger est passé[réf. nécessaire].
L'année suivante, enceinte, elle retourne chez sa famille pour donner naissance à leur fils unique, qu'elle baptise Andrés en l'honneur de son époux,. Deux mois plus tard, pendant la Semaine Sainte de 1896, Gregoria et son mari retournent à Manille et trouvent leur maison détruite par un incendie. Ils sont alors obligés, avec leur enfant, de vivre chez des amis ou des parents, et doivent déménager rapidement de maison en maison. Quelques mois plus tard, leur fils meurt de la variole,,.
Elle participe à la préparation de l'insurrection menant à la Révolution philippine, et à son organisation.
Le mouvement est trahi le 19 août 1896 par un de ses membres, Teodoro Patino. Les forces espagnoles agissent rapidement pour annihiler la révolution. De nombreux Philippins sont arrêtés, emprisonnés ou abattus, mais Andréas Bonifacio et Gregoria de Jesús arrivent à se cacher. Le gouvernement espagnol renforce sa surveillance sur le Katipunan. Les Katipuneros restants se rassemblent et planifient une attaque contre un entrepôt espaglol de poudre. Forts de près de 800 hommes, les Katipuneros réussissent leur première attaque et se préparent à marcher sur Manille, mais des renforts espagnols arrivent et mettent en déroute les Katipuneros, tuant ou capturant plusieurs centaines d'entre eux. Par ailleurs, un conflit interne dans les factions Magdiwang et Magdalo dans la province de Cavite avait affaibli la société du Katipunan.
Le 28 avril 1897, Gregoria de Jesús, Andrés Bonifacio et son frère Procopio Bonifacio sont capturés par les hommes d'Aguinaldo, à Indang dans la province de Cavite. Andrés Bonifacio reçoit une balle dans le bras et un coup de poignard au cou, mais est protégé par un de ses hommes, qui a proposé de mourir à sa place. Un autre frère de Bonifacio, Ciriaco, est abattu, pendant que Procopio est frappé ; Gregoria de Jesús aurait même été violée pendant l'attaque. Ses frères sont reconnus coupables et condamnés à mort pour sédition, et exécutés le 10 mai 1897 dans les montagnes de Maragondon,.
Après la mort de son mari, Gregoria de Jesús poursuit la lutte pour l'indépendance, jusqu'aux accords de Biak-na-Bato.

### Après la Révolution
Le commandant des forces Katipunan dans le nord des Philippines, Julio Nakpil, prend soin de Gregoria de Jesús. Il s'aiment et se marient le 10 décembre 1898 à l'église de Quiapo à Manille.
Après la fin de la Révolution philippine, Gregoria de Jesús est indignée par le traité de Paris et par la mainmise américaine sur les Philippines. Elle quitte en 1899 la vie politique.
Elle vit alors avec Nakpil et leurs six enfants chez la sœur et le beau-frère de Nakpil, Petrona et Ariston Bautista, qui prennent soin d'eux et de leurs enfants, aidant à leur éducation.
Gregoria de Jesús meurt en 1943 pendant l'occupation japonaise des Philippines.

## Dans la culture populaire
Le personnage de Gregoria de Jesús figure dans plusieurs films et séries : 
- Interprétée par Lovely Rivero dans Bayani, série télévisée de 1996 ;
- Interprétée par Danielle Castaño dans le film de 2010, Ang Paglilitis ni Andres Bonifacio ;
- Interprétée par Sunshine Cruz dans le film de 2012, El Presidente ;
- Interprétée par Nica Naval dans le film de 2012, Supremo ;
- Interprétée par Glaiza de Castro dans la série télévisée 2013, Katipunan et la série télévisée 2014 Ilustrado ;
- Interprétée par Vina Morales dans le film de 2014, Bonifacio : Ang Unang Pangulo ;
- Interprétée par Hazel Orencio pour le rôle principal dans A Lullaby to the Sorrowful Mystery, film de 2016 ;
- Interprétée par Kris Bernal dans le docufilm 2017, Le Lakambini du Katipunan.